# Cyphomyia auriflamma
Cyphomyia auriflamma är en tvåvingeart som beskrevs av Christian Rudolph Wilhelm Wiedemann 1819. Cyphomyia auriflamma ingår i släktet Cyphomyia och familjen vapenflugor. Inga underarter finns listade i Catalogue of Life.